# Macedônia (Divino das Laranjeiras)
Macedônia é um distrito do município brasileiro de Divino das Laranjeiras, no interior do estado de Minas Gerais. Segundo o censo demográfico de 2022, realizado pelo Instituto Brasileiro de Geografia e Estatística (IBGE), sua população era de 448 habitantes e havia 198 domicílios particulares permanentes ocupados. Possui área de 42,53 km² conforme a Fundação João Pinheiro (FJP). Foi criado pela lei municipal nº 881 de 14 de agosto de 2019.